# Daniel Kolář
Daniel Kolář (Praag, 27 oktober 1985) is een Tsjechisch voetballer die bij voorkeur als middenvelder speelt. Hij verruilde in 2008 Sparta Praag voor FC Viktoria Pilsen.

## Clubcarrière
Kolář begon zijn professionele voetbalcarrière in 2003 bij Sparta Praag, maar kwam daar in eerste instantie niet in actie. Hij werd verhuurd aan achtereenvolgens 1. FC Slovácko en FK Chmel Blšany en kwam daarna terug naar Sparta. In 2008 volgde de overstap naar FC Viktoria Pilsen, waarmee hij in 2011, 2013, 2015 en 2016 kampioen van Tsjechië werd.

## Interlandcarrière
Op 5 juni 2009 maakte Kolář zijn debuut in het Tsjechisch voetbalelftal in een vriendschappelijke wedstrijd tegen Malta. Hij maakte deel uit van de selectie voor het EK 2012, waar hij twee wedstrijden speelde, waarvan één keer als basisspeler. Met Tsjechië nam Kolář ook deel aan het Europees kampioenschap voetbal 2016 in Frankrijk. Na nederlagen tegen Spanje (0–1) en Turkije (0–2) en een gelijkspel tegen Kroatië (2–2) was Tsjechië uitgeschakeld in de groepsfase.
1 Čech  ·
2 Gebre Selassie ·
3 Kadlec ·
4 Suchý ·
5 Hubník ·
6 Sivok ·
7 Necid ·
8 Limberský ·
9 Rezek ·
10 Rosický ·
11 Petržela ·
12 Rajtoral ·
13 Plašil ·
14 Pilař ·
15 Baroš ·
16 Laštůvka ·
17 Hübschman ·
18 Kolář ·
19 Jiráček ·
20 Pekhart ·
21 Lafata ·
22 Darida ·
23 Drobný ·
Coach: Bílek
1 Čech ·
2 Kadeřábek ·
3 Kadlec ·
4 Gebre Selassie ·
5 Hubník ·
6 Sivok ·
7 Necid ·
8 Limberský ·
9 Dočkal ·
10 Rosický ·
11 Pudil ·
12 Škoda ·
13 Plašil ·
14 Kolář ·
15 Pavelka ·
16 Vaclík ·
17 Suchý ·
18 Šural ·
19 Krejčí ·
20 Skalák ·
21 Lafata ·
22 Darida ·
23 Koubek ·
Coach: Vrba